# 岩手朝日電視台
株式會社岩手朝日電視台（日语：／ Iwate Asahi Terebi */?）是日本的一家以岩手縣為廣播地域的電視台，簡稱為。類比電視呼號為，數位電視呼號為JOIY-DTV。該電視台為朝日電視台聯播網ANN的成員，也是ANN第24家完全加盟台及迄今為止最後一個開播的加盟台。

## 外部連結
- IAT岩手朝日電視台 （页面存档备份，存于）
- 岩手朝日電視台的X（前Twitter）
- 岩手朝日電視台的Facebook專頁
- 岩手朝日電視台的Instagram帳戶
- YouTube上的IAT岩手朝日電視台頻道